# Diastata afrocuta
Diastata afrocuta är en tvåvingeart som beskrevs av Barraclough 1994. Diastata afrocuta ingår i släktet Diastata och familjen sumpskogsflugor.
Artens utbredningsområde är Kenya. Inga underarter finns listade i Catalogue of Life.